# 烤鳥蛋

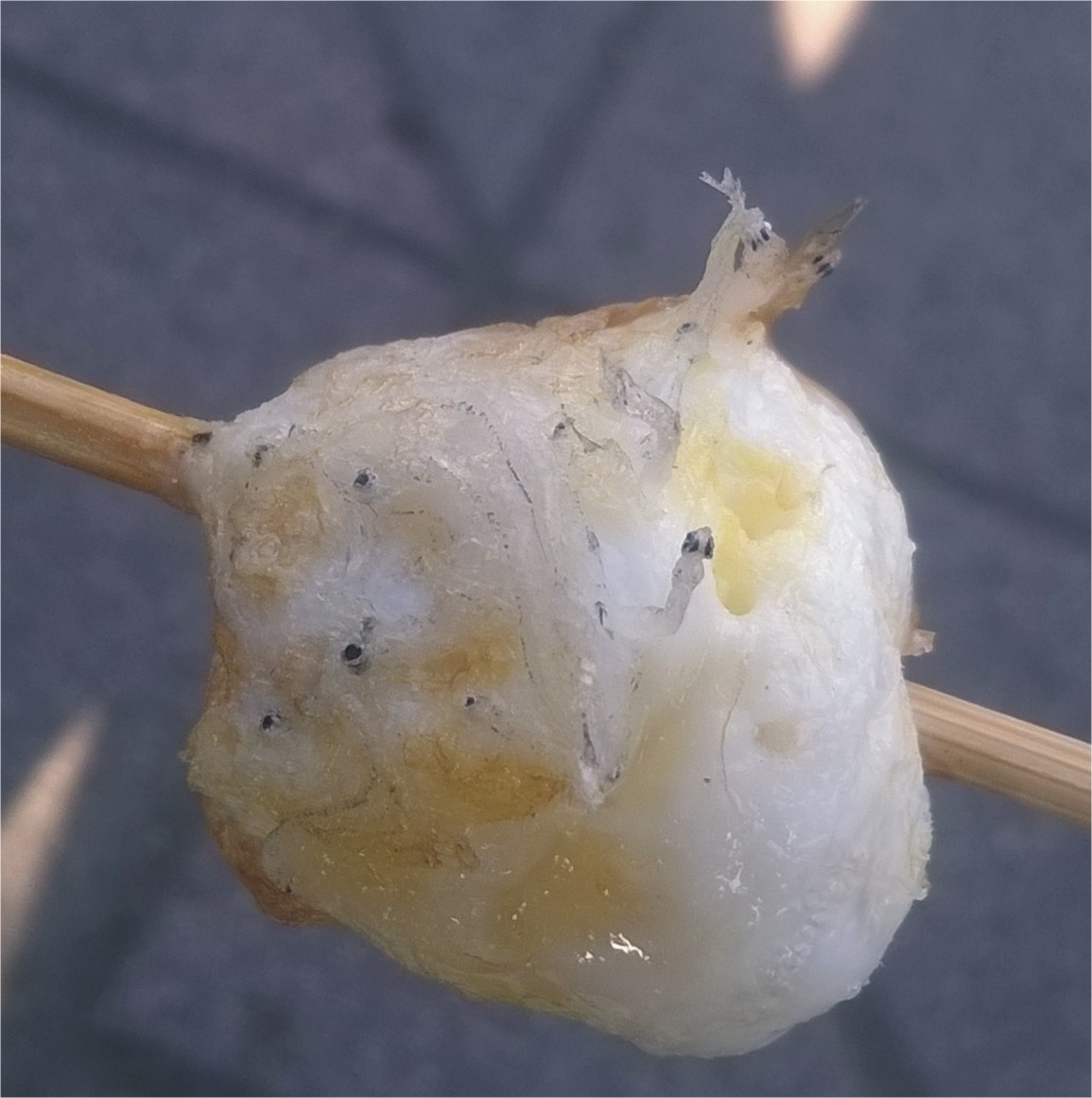
淡水老街路邊攤，販賣摻有魩仔魚的烤鵪鶉蛋。

烤鳥蛋是台灣等地常見的一種點心，通常是在夜市或風景區的路邊以擺攤方式叫賣。

## 原料
烤鳥蛋一般使用鵪鶉蛋，這是因為鵪鶉蛋生產量大，價格便宜，大部分人都可以負擔得起。

## 作法
烤鳥蛋的做法很簡單，市面上販有專用的烤盤與爐具，烤盤上有多個小凹槽，下面有火源可以加熱。先在鐵製凹槽裡面抹上沙拉油少許，將鵪鶉蛋打到凹槽內，加熱到凝固狀態，即可食用；在台灣各地夜市的小吃攤，常有業者摻入魩仔魚，增添其鮮美滋味。食用時將以竹簽串起來，依個人喜好沾上各種醬料，例如醬油膏、胡椒鹽、辣椒醬、番茄醬等，使其口感更豐富。